# Crema catalana
Crema catalana (katalanska för 'katalansk kräm') är en traditionell katalansk efterrätt. Den baseras på mjölk, äggulor, socker och redning, vanligtvis med en karamelliserad yta av socker. Efterrätten kan jämföras med crème brûlée fast med en annan smaksättning.

## Innehåll
Crema catalana liknar i mångt och mycket crème brûlée från det franska köket. De största skillnaderna är att crème brûlée brukar tillagas i vattenbad och är baserad på grädde smaksatt med vanilj, medan crema catalana ofta är baserad på mjölk och smaksatt med kanel och citrus/apelsin.
Fördelningen mellan de olika ingredienserna i en crema catalana kan exemplifieras med följande exempel: 1 liter mjölk, 8 äggulor, en kanelstång, skalet (zest) från 1 citron, 200 gram socker och 40 gram stärkelse.

## Historik

### Namn och bakgrund
Maträtten är känd under flera olika namn. I det katalanska språkområdet är den känd som crema cremada ('bränd kräm' – jämför crème brûlée med samma betydelse), crema casolana eller crema de Sant Josep; det sista namnet är efter Josef från Nasaret. Crema catalana äts traditionellt den 19 mars, på Josefs namnsdag enligt helgonkalendern.
Receptet påträffas redan i medeltida recept. Den är flitigt förekommande i den katalanska litteraturen från 1300-talet och framåt.

### Relaterade recept
Maträttens popularitet har lett till ett antal relaterade matrecept, inklusive som glass och gräddlikör. Crema catalana har också nyttjats som fyllning eller smaksättning i småkakor, drinkar och katalansk nougat.